# Роєво (Іновроцлавський повіт)
Роєво (пол. Rojewo) — село в Польщі, у гміні Роєво Іновроцлавського повіту Куявсько-Поморського воєводства.
Населення — 588 осіб (2011).
У 1975-1998 роках село належало до Бидгощського воєводства.

## Демографія
Демографічна структура станом на 31 березня 2011 року:
|          | Загалом | Допрацездатний вік | Працездатний вік | Постпрацездатний вік |
| -------- | ------- | ------------------ | ---------------- | -------------------- |
| Чоловіки | 296     | 67                 | 199              | 30                   |
| Жінки    | 292     | 45                 | 184              | 63                   |
| Разом    | 588     | 112                | 383              | 93                   |